# Ingolf Rød
Ingolf Rød (Tønsberg, 2 de outubro de 1889 — Nøtterøy, 19 de dezembro de 1963) foi um velejador norueguês, campeão olímpico. Ele competiu nos Jogos Olímpicos de Verão de 1920 na classe 6 Metre e conquistou a medalha de ouro na disputa realizada segundo as regras de 1919 a bordo do Jo com Andreas Brecke e Paal Kaasen.